# Chromidotilapia kingsleyae
Espèce
Statut de conservation UICN

 LC  : Préoccupation mineure
Chromidotilapia kingsleyae est une espèce de poissons de la famille des Cichlidés endémique du Gabon.